# Encapsulated Postscript
Encapsulated Postscript (EPS) (kamelnoterat Encapsulated PostScript) är ett filformat för framförallt vektorgrafik, men används även för rastergrafik. Filformatet används av både Adobe Illustrator och Adobe Photoshop.
Det som skiljer EPS från vanlig Postscript är dels krav på att en EPS ska lämna Postscripttolken i samma skick som innan, dels att ett EPS-dokument bara kan bestå av en sida och måste deklarera en ”bounding box”, det vill säga en ruta som begränsar bilden. För rasterbilder finns ett antal användbara funktioner i EPS-formatet. Bilder kan friläggas med urklippsbanor och filformatet kan lagra information om rastertyp, rastertäthet samt överföringskurvor för att kompensera bildens ljushet och toner efter tryckets förutsättningar.
EPS-filen består av två delar: dels en (valbar) lågupplöst förhandsvisningsbild, dels en Postscriptdel som kan innehålla både vektor- och rastergrafiska kommandon. Förhandsvisningsbilden är den bild som monteras i layoutprogrammet och är i PICT-format. Moderna layoutprogram som Adobe InDesign kan dock tolka och visa själva Postscript-informationen, med full kvalitet och korrekta färger, vilket eliminerar behovet av en förhandsvisningsbild. Den högupplösta pixeldelen i EPS-bilden kan även JPEG-komprimeras. Bilden får ändå full EPS-funktionalitet. Som namnet antyder är Postscript-koden inkapslad i en fil. Därför är formatet tämligen skyddat, men det betyder också att man inte kan påverka bilden när den monterats på sidan. EPS-formatet är olika för Windows och Mac OS[?]. Adobe Illustrators format .ai var t.o.m. version 10 baserat på EPS, men är fr.o.m. Illustrator CS (version 11) baserat på PDF.